# Het Honk
Het Honk is een gemeentelijk monument aan de Soesterbergsestraat 73 in de gemeente Soest in de provincie Utrecht.
Het bakstenen huis staat op de hoek van de Soesterbergsestraat en de Vondellaan.  De asymmetrische voorgevel is gericht op de Vondellaan. Aan de voor- en zijkant van het overstekende rieten schilddak staan halfronde dakkapellen. In de rechtergevel is een loggia met houten stijlen gemaakt.